# Schull (Irlanda)
Schull, o Skull (in irlandese Scoil Mhuire), è una cittadina nella contea di Cork, in Irlanda.